# Eynan-Mallaha
Eynan-Mallaha (Ain Mallaha) - stanowisko archeologiczne położone nad jeziorem Hule w północno-wschodnim Izraelu, jedno z najistotniejszych dla badania kultury natufijskiej. Osadnictwo i działalność człowieka prehistorycznego w Eynan datowana jest na okres dwóch tysiącleci między około 10000 do 8000 lat przed naszą erą.  
Stanowisko zostało odkryte w 1954 roku, ale gruntownie prace wykopaliskowe w Eynan przeprowadziła francuska ekspedycja archeologiczna Jeana Perrota w latach 1957-1959. Odkryto tutaj 50 domostw społeczności, która obok łowiectwa i rybołówstwa wykorzystywała dziko rosnące zboża pszenicy i jęczmienia. W czasach prehistorycznych był to obszar silnie zalesiony (dęby, drzewa migdałowe i pistacjowe) bogaty w słodką wodę. Odkryte przez archeologów narzędzia: drewniane sierpy z krzemiennymi wkładkami, moździerze (ważące do 50 kg), kosze oraz naziemne pojemniki na ziarno świadczą o osiadłym charakterze społeczności Eynan. Różnice w diecie osadników z Eynan od tych z innych stanowisk natufijskich, prawdopodobnie doprowadziły do zmian anatomicznych w budowie ciała – mieszkańcy Eynan byli wyżsi oraz posiadali większą czaszkę i żuchwę (badania Denise Ferembach z 1961, Odile Soliveres-Messei z 1988 i Anny Belfer-Cohen z 1991).

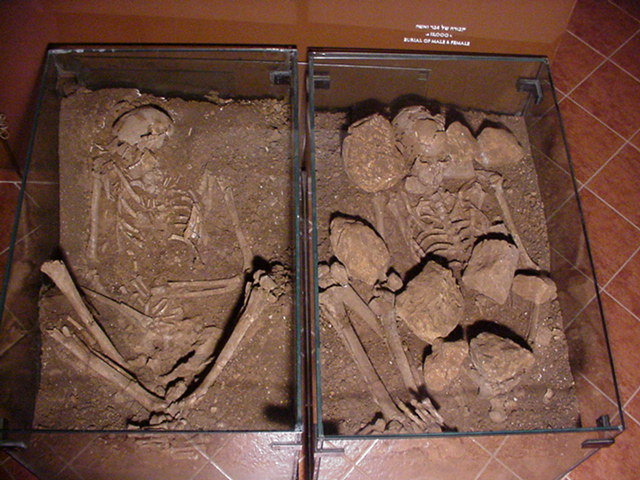
Pochówki z Eynan w Muzeum Człowieka Prehistorycznego w Dolinie Hula

Na stanowisku Eynan poświadczona jest obecność owalnych konstrukcji mieszkalnych wykonywanych z kamienia. Wyodrębnione trzy fazy kolonizacji osady rozróżniane są m.in. przez wielkość domostw z których najmasywniejsze i największe charakterystyczne są dla najstarszego okresu, zaś najmniejsze dla okresu najmłodszego (ok. 8000 lat p.n.e.). Między domostwami lub w domostwach lokowane były groby zmarłych. Prawdopodobnie ciała zmarłych początkowo grzebane były poza osadą, a po jakimś czasie przenoszone w workach do osady by tradycyjnie dokonać pochówku w granicach domostwa. W niektórych z domostw odkryto groby zawierające nawet dwanaście pochówków mężczyzn, kobiet, dzieci i psów, które w świetle dotychczasowych badań najwcześniej udomowiono właśnie w Eynan. Zmarli przed pochówkiem byli przyozdabiani m.in. w ozdoby z muszli z których część pochodzi z Nilu i Oceanu Atlantyckiego. Obecność tych muszli jak i obsydian pochodzącego z obszarów Anatolii świadczyć może o dużym zasięgu handlu wymiennego wśród osad natufijskich.
Z osady pochodzą najstarsze dla kultury natufijskiej zabytki plastyki, jak ozdabiane bazaltowe naczynia, kamienne figurki kobiece, ozdoby wykonywane z muszli i kamieni oraz rzeźby z kości. Na stanowisku Eynan nie znaleziono dotychczas przedstawień zwierząt.